# Saison 2020-2021 du Magic d'Orlando
La saison 2020-2021 du Magic d'Orlando est la 32e saison de la franchise en NBA.  
Le début de saison est marqué par la terrible blessure de Markelle Fultz, victime d'une rupture du ligament croisé, mettant un terme à sa saison. Le début de saison est correct, permettant à Nikola Vučević d'obtenir sa second sélection au NBA All-Star Game. Néanmoins, lors de la date limite des transferts, fin mars, la franchise prend la décision de transférer leurs joueurs stars, tels que Vučević, Evan Fournier et Aaron Gordon, dans le but d'entamer une reconstruction complète avec les jeunes joueurs de l'effectif.  
Les défaites s'enchaînent pour l"équipe en fin de saison, marquée d'une autre grave blessure pour Devin Cannady, MVP de la finale de la NBA Gatorade League 2021, victime d'une fracture ouverte de la jambe droite. Le 30 avril 2021, après une défaite contre les Grizzlies de Memphis, le Magic est officiellement éliminé de la course aux playoffs. 
Le 5 juin 2021, à l'issue de la saison, Steve Clifford est remercié par son équipe, laissant le poste d'entraîneur vacant pour l'intersaison.

## Draft
| Tour | Choix | Joueur       | Poste | Nationalité | Provenance                       |
| ---- | ----- | ------------ | ----- | ----------- | -------------------------------- |
| 1    | 15    | Cole Anthony | PG    | États-Unis  | Tar Heels de la Caroline du Nord |

## Matchs

### Pré-saison
| Pré-saison Total: 2-2 (Domicile : 1-1; Extérieur : 1-1) |

| Match | Date match  | Équipe    | Score     | Meilleur marqueur   | Meilleur rebondeur  | Meilleur passeur            | Lieux            | Série |
| ----- | ----------- | --------- | --------- | ------------------- | ------------------- | --------------------------- | ---------------- | ----- |
| 1     | 11 décembre | @ Atlanta | V 116-112 | Nikola Vučević (18) | Nikola Vučević (11) | Aaron Gordon (6)            | State Farm Arena | 1 - 0 |
| 2     | 12 décembre | @ Atlanta | D 107-116 | Markelle Fultz (21) | Nikola Vučević (15) | Michael Carter-Williams (5) | State Farm Arena | 1 - 1 |
| 3     | 17 décembre | Charlotte | D 115-123 | Nikola Vučević (27) | Nikola Vučević (12) | Markelle Fultz (6)          | Amway Center     | 1 - 2 |
| 4     | 19 décembre | Charlotte | V 120-117 | Aaron Gordon (20)   | Nikola Vučević (12) | Anthony, Fultz (4)          | Amway Center     | 2 - 2 |

### Saison régulière
| Saison régulière Total: 21-51 (Domicile : 11-25; Extérieur : 10-26) |

| Match | Date match  | Équipe          | Score     | Meilleur marqueur   | Meilleur rebondeur  | Meilleur passeur    | Lieux                   | Série |
| ----- | ----------- | --------------- | --------- | ------------------- | ------------------- | ------------------- | ----------------------- | ----- |
| 1     | 23 décembre | Miami           | V 113-107 | Evan Fournier (25)  | Nikola Vučević (11) | Cole Anthony (6)    | Amway Center            | 1 - 0 |
| 2     | 26 décembre | @ Washington    | V 130-120 | Terrence Ross (25)  | Nikola Vučević (17) | Markelle Fultz (7)  | Capital One Arena       | 2 - 0 |
| 3     | 27 décembre | @ Washington    | V 120-113 | Markelle Fultz (26) | Nikola Vučević (8)  | Nikola Vučević (4)  | Capital One Arena       | 3 - 0 |
| 4     | 29 décembre | @ Oklahoma City | V 118-107 | Nikola Vučević (28) | Nikola Vučević (10) | Markelle Fultz (10) | Chesapeake Energy Arena | 4 - 0 |
| 5     | 31 décembre | Philadelphie    | D 92-116  | Nikola Vučević (19) | Nikola Vučević (10) | Markelle Fultz (4)  | Amway Center            | 4 - 1 |

| Match                                                                                      | Date match | Équipe        | Score          | Meilleur marqueur   | Meilleur rebondeur  | Meilleur passeur      | Lieux                    | Série  |
| ------------------------------------------------------------------------------------------ | ---------- | ------------- | -------------- | ------------------- | ------------------- | --------------------- | ------------------------ | ------ |
| 6                                                                                          | 2 janvier  | Oklahoma City | D 99-108       | Nikola Vučević (30) | Nikola Vučević (13) | Markelle Fultz (8)    | Amway Center             | 4 - 2  |
| 7                                                                                          | 4 janvier  | Cleveland     | V 103-83       | Aaron Gordon (24)   | Khem Birch (12)     | Markelle Fultz (8)    | Amway Center             | 5 - 2  |
| 8                                                                                          | 6 janvier  | Cleveland     | V 105-94       | Terrence Ross (20)  | Khem Birch (10)     | Nikola Vučević (6)    | Amway Center             | 6 - 2  |
| 9                                                                                          | 8 janvier  | @ Houston     | D 90-132       | Nikola Vučević (22) | Nikola Vučević (12) | Jordan Bone (4)       | Toyota Center            | 6 - 3  |
| 10                                                                                         | 9 janvier  | @ Dallas      | D 98-112       | Nikola Vučević (30) | Nikola Vučević (15) | Aaron Gordon (5)      | American Airlines Center | 6 - 4  |
| 11                                                                                         | 11 janvier | Milwaukee     | D 99-121       | Nikola Vučević (28) | Nikola Vučević (13) | Aaron Gordon (8)      | Amway Center             | 6 - 5  |
| -                                                                                          | 13 janvier | @ Boston      | Reporté*       | Reporté*            | Reporté*            | Reporté*              | TD Garden                | -      |
| 12                                                                                         | 15 janvier | @ Boston      | D 97-124       | Aaron Gordon (17)   | Khem Birch (12)     | Nikola Vučević (4)    | TD Garden                | 6 - 6  |
| 13                                                                                         | 16 janvier | @ Brooklyn    | D 115-122      | Nikola Vučević (34) | Nikola Vučević (10) | Cole Anthony (8)      | Barclays Center          | 6 - 7  |
| 14                                                                                         | 18 janvier | @ New York    | D 84-91        | Nikola Vučević (24) | Aaron Gordon (17)   | Aaron Gordon (9)      | Madison Square Garden    | 6 - 8  |
| 15                                                                                         | 20 janvier | @ Minnesota   | V 97-96        | Nikola Vučević (28) | Aaron Gordon (9)    | Aaron Gordon (7)      | Target Center            | 7 - 8  |
| 16                                                                                         | 22 janvier | @ Indiana     | D 118-120 (OT) | Evan Fournier (26)  | Nikola Vučević (12) | Fournier, Gordon (9)  | Bankers Life Fieldhouse  | 7 - 9  |
| 17                                                                                         | 24 janvier | Charlotte     | D 104-107      | Nikola Vučević (22) | Nikola Vučević (13) | Anthony, Fournier (6) | Amway Center             | 7 - 10 |
| 18                                                                                         | 25 janvier | Charlotte     | V 117-108      | Nikola Vučević (28) | Nikola Vučević (12) | Gordon, Vučević (7)   | Amway Center             | 8 - 10 |
| 19                                                                                         | 27 janvier | Sacramento    | D 107-121      | Nikola Vučević (26) | Khem Birch (14)     | Cole Anthony (6)      | Amway Center             | 8 - 11 |
| 20                                                                                         | 29 janvier | L.A. Clippers | D 90-116       | Terrence Ross (24)  | Clark, Gordon (7)   | Cole Anthony (6)      | Amway Center             | 8 - 12 |
| 21                                                                                         | 31 janvier | @ Toronto     | D 102-115      | Cole Anthony (16)   | Nikola Vučević (14) | Cole Anthony (6)      | Amalie Arena             | 8 - 13 |
| * Le match a été reporté à la suite du protocole sanitaire de la ligue contre la covid-19. |            |               |                |                     |                     |                       |                          |        |

| Match | Date match | Équipe         | Score     | Meilleur marqueur      | Meilleur rebondeur  | Meilleur passeur            | Lieux           | Série   |
| ----- | ---------- | -------------- | --------- | ---------------------- | ------------------- | --------------------------- | --------------- | ------- |
| 22    | 2 février  | Toronto        | D 108-123 | Fournier, Vučević (18) | Trois joueurs (4)   | Nikola Vučević (14)         | Amway Center    | 8 - 14  |
| 23    | 5 février  | Chicago        | V 123-119 | Nikola Vučević (43)    | Nikola Vučević (19) | Cole Anthony (9)            | Amway Center    | 9 - 14  |
| 24    | 6 février  | Chicago        | D 92-118  | Nikola Vučević (17)    | Nikola Vučević (8)  | Cole Anthony (5)            | Amway Center    | 9 - 15  |
| 25    | 9 février  | @ Portland     | D 97-106  | Nikola Vučević (27)    | Nikola Vučević (15) | Chuma Okeke (5)             | Moda Center     | 9 - 16  |
| 26    | 11 février | @ Golden State | D 105-111 | Nikola Vučević (25)    | Nikola Vučević (13) | Okeke, Vučević (5)          | Chase Center    | 9 - 17  |
| 27    | 12 février | @ Sacramento   | V 123-112 | Nikola Vučević (42)    | Nikola Vučević (9)  | Michael Carter-Williams (7) | Golden 1 Center | 10 - 17 |
| 28    | 14 février | @ Phoenix      | D 90-109  | Terrence Ross (23)     | Mohamed Bamba (11)  | Terrence Ross (5)           | PHX Arena       | 10 - 18 |
| 29    | 17 février | New York       | V 107-89  | Terrence Ross (30)     | Nikola Vučević (16) | Michael Carter-Williams (7) | Amway Center    | 11 - 18 |
| 30    | 19 février | Golden State   | V 124-120 | Nikola Vučević (30)    | Nikola Vučević (16) | Nikola Vučević (10)         | Amway Center    | 12 - 18 |
| 31    | 21 février | Détroit        | V 105-96  | Nikola Vučević (37)    | Nikola Vučević (12) | Evan Fournier (7)           | Amway Center    | 13 - 18 |
| 32    | 23 février | Détroit        | D 93-105  | Nikola Vučević (20)    | Nikola Vučević (9)  | Michael Carter-Williams (5) | Amway Center    | 13 - 19 |
| 33    | 25 février | @ Brooklyn     | D 92-129  | Nikola Vučević (28)    | Nikola Vučević (12) | Michael Carter-Williams (5) | Barclays Center | 13 - 20 |
| 34    | 27 février | Utah           | D 109-124 | Nikola Vučević (34)    | Nikola Vučević (8)  | Carter-Williams, Randle (7) | Amway Center    | 13 - 21 |

| Match                  | Date match | Équipe          | Score     | Meilleur marqueur   | Meilleur rebondeur    | Meilleur passeur            | Lieux                   | Série   |
| ---------------------- | ---------- | --------------- | --------- | ------------------- | --------------------- | --------------------------- | ----------------------- | ------- |
| 35                     | 1er mars   | Dallas          | D 124-130 | Nikola Vučević (29) | Nikola Vučević (15)   | Nikola Vučević (8)          | Amway Center            | 13 - 22 |
| 36                     | 3 mars     | Atlanta         | D 112-115 | Nikola Vučević (29) | Nikola Vučević (9)    | Michael Carter-Williams (6) | Amway Center            | 13 - 23 |
| NBA All-Star Game 2021 |            |                 |           |                     |                       |                             |                         |         |
| 37                     | 11 mars    | @ Miami         | D 103-111 | Nikola Vučević (24) | Nikola Vučević (17)   | Michael Carter-Williams (7) | American Airlines Arena | 13 - 24 |
| 38                     | 12 mars    | @ San Antonio   | D 77-104  | Nikola Vučević (26) | Nikola Vučević (9)    | Quatre joueurs (3)          | AT&T Center             | 13 - 25 |
| 39                     | 14 mars    | Miami           | D 97-102  | Nikola Vučević (38) | Nikola Vučević (10)   | Michael Carter-Williams (7) | Amway Center            | 13 - 26 |
| 40                     | 18 mars    | @ New York      | D 93-94   | Evan Fournier (23)  | Nikola Vučević (16)   | Aaron Gordon (7)            | Madison Square Garden   | 13 - 27 |
| 41                     | 19 mars    | Brooklyn        | V 121-113 | Aaron Gordon (38)   | Nikola Vučević (14)   | Nikola Vučević (8)          | Amway Center            | 14 - 27 |
| 42                     | 21 mars    | @ Boston        | D 96-112  | Nikola Vučević (22) | Nikola Vučević (13)   | Aaron Gordon (5)            | TD Garden               | 14 - 28 |
| 43                     | 23 mars    | Denver          | D 99-110  | Evan Fournier (31)  | Al-Farouq Aminu (10)  | Trois joueurs (6)           | Amway Center            | 14 - 29 |
| 44                     | 24 mars    | Phoenix         | V 112-111 | Nikola Vučević (27) | Nikola Vučević (14)   | Nikola Vučević (4)          | Amway Center            | 15 - 29 |
| 45                     | 26 mars    | Portland        | D 105-112 | Chuma Okeke (22)    | Khem Birch (15)       | Bacon, Carter-Williams (6)  | Amway Center            | 15 - 30 |
| 46                     | 28 mars    | @ L.A. Lakers   | D 93-96   | Dwayne Bacon (26)   | Bacon, Carter Jr. (8) | Cinq joueurs (3)            | Staples Center          | 15 - 31 |
| 47                     | 30 mars    | @ L.A. Clippers | V 103-96  | Chuma Okeke (18)    | Mohamed Bamba (8)     | Michael Carter-Williams (9) | Staples Center          | 16 - 31 |

| Match | Date match | Équipe                | Score          | Meilleur marqueur        | Meilleur rebondeur      | Meilleur passeur       | Lieux                      | Série   |
| ----- | ---------- | --------------------- | -------------- | ------------------------ | ----------------------- | ---------------------- | -------------------------- | ------- |
| 48    | 1er avril  | @ La Nouvelle-Orléans | V 115-110 (OT) | Wendell Carter Jr. (21)  | Wendell Carter Jr. (12) | Terrence Ross (5)      | Smoothie King Center       | 17 - 31 |
| 49    | 3 avril    | @ Utah                | D 91-137       | Wendell Carter Jr. (19)  | Wendell Carter Jr. (12) | Okeke, Ross (3)        | Vivint Smart Home Arena    | 17 - 32 |
| 50    | 4 avril    | @ Denver              | D 109-119      | Okeke, Ross (19)         | Wendell Carter Jr. (9)  | Ennis III, Okeke (5)   | Ball Arena                 | 17 - 33 |
| 51    | 7 avril    | Washington            | D 116-131      | Terrence Ross (24)       | Mohamed Bamba (8)       | Cole Anthony (7)       | Amway Center               | 17 - 34 |
| 52    | 9 avril    | Indiana               | D 106-111      | Terrence Ross (24)       | Anthony, Carter Jr. (9) | Chuma Okeke (7)        | Amway Center               | 17 - 35 |
| 53    | 11 avril   | Milwaukee             | D 87-124       | Mohamed Bamba (21)       | Anthony, Carter Jr. (7) | Cole Anthony (5)       | Amway Center               | 17 - 36 |
| 54    | 12 avril   | San Antonio           | D 97-120       | R. J. Hampton (16)       | Carter Jr., Hampton (8) | Wendell Carter Jr. (4) | Amway Center               | 17 - 37 |
| 55    | 14 avril   | @ Chicago             | V 115-106      | James Ennis III (22)     | Wendell Carter Jr. (12) | Gary Harris (6)        | United Center              | 18 - 37 |
| 56    | 16 avril   | @ Toronto             | D 102-113      | Wendell Carter Jr. (20)  | Wendell Carter Jr. (9)  | Cole Anthony (5)       | Amalie Arena               | 18 - 38 |
| 57    | 18 avril   | Houston               | D 110-114      | Dwayne Bacon (22)        | Wendell Carter Jr. (10) | Cole Anthony (9)       | Amway Center               | 18 - 39 |
| 58    | 20 avril   | @ Atlanta             | D 96-112       | Anthony, Carter Jr. (17) | Wendell Carter Jr. (9)  | Cole Anthony (8)       | State Farm Arena           | 18 - 40 |
| 59    | 22 avril   | La Nouvelle-Orléans   | D 100-135      | Bamba, Cannady (17)      | Mohamed Bamba (12)      | Chasson Randle (4)     | Amway Center               | 18 - 41 |
| 60    | 25 avril   | Indiana               | D 112-131      | Dwayne Bacon (20)        | Wendell Carter Jr. (13) | Cole Anthony (7)       | Amway Center               | 18 - 42 |
| 61    | 26 avril   | L.A. Lakers           | D 103-114      | Chuma Okeke (18)         | Wendell Carter Jr. (8)  | Cole Anthony (7)       | Amway Center               | 18 - 43 |
| 62    | 28 avril   | @ Cleveland           | V 109-104      | Gary Harris (19)         | James Ennis III (8)     | Gary Harris (7)        | Rocket Mortgage FieldHouse | 19 - 43 |
| 63    | 30 avril   | @ Memphis             | D 75-92        | Anthony, Bamba (15)      | Bamba, Hall (11)        | Gary Harris (4)        | FedExForum                 | 19 - 44 |

| Match | Date match | Équipe         | Score     | Meilleur marqueur    | Meilleur rebondeur      | Meilleur passeur      | Lieux                | Série   |
| ----- | ---------- | -------------- | --------- | -------------------- | ----------------------- | --------------------- | -------------------- | ------- |
| 64    | 1er mai    | Memphis        | V 112-111 | Cole Anthony (26)    | Cole Anthony (8)        | Cole Anthony (6)      | Amway Center         | 20 - 44 |
| 65    | 3 mai      | @ Détroit      | V 119-112 | Mohamed Bamba (22)   | Mohamed Bamba (15)      | R. J. Hampton (10)    | Little Caesars Arena | 21 - 44 |
| 66    | 5 mai      | Boston         | D 96-132  | Bacon, Wagner (20)   | Mohamed Bamba (15)      | R. J. Hampton (5)     | Amway Center         | 21 - 45 |
| 67    | 7 mai      | @ Charlotte    | D 112-122 | Dwayne Bacon (28)    | Mohamed Bamba (18)      | Chasson Randle (4)    | Spectrum Center      | 21 - 46 |
| 68    | 9 mai      | Minnesota      | D 96-128  | R. J. Hampton (19)   | Donta Hall (8)          | Quatre joueurs (3)    | Amway Center         | 21 - 47 |
| 69    | 11 mai     | @ Milwaukee    | D 102-114 | Cole Anthony (18)    | Wendell Carter Jr. (14) | R. J. Hampton (5)     | Fiserv Forum         | 21 - 48 |
| 70    | 13 mai     | @ Atlanta      | D 93-116  | R. J. Hampton (18)   | Wendell Carter Jr. (11) | Cole Anthony (6)      | State Farm Arena     | 21 - 49 |
| 71    | 14 mai     | @ Philadelphie | D 97-122  | Iggy Brazdeikis (21) | R. J. Hampton (11)      | R. J. Hampton (9)     | Wells Fargo Center   | 21 - 50 |
| 72    | 16 mai     | @ Philadelphie | D 117-128 | Cole Anthony (37)    | Donta Hall (10)         | Bamba, Brazdeikis (4) | Wells Fargo Center   | 21 - 51 |

### Confrontations en saison régulière
| Conférence Est      | Conférence Est                              | Conférence Est                              | Conférence Est                              | Conférence Est                              | Conférence Ouest                            | Conférence Ouest                            | Conférence Ouest                            |
| Division Atlantique | Division Atlantique                         | Division Atlantique                         | Division Atlantique                         | Division Atlantique                         | Division Nord-Ouest                         | Division Nord-Ouest                         | Division Nord-Ouest                         |
| Équipe              | Domicile                                    | Domicile                                    | Extérieur                                   | Extérieur                                   | Équipe                                      | Domicile                                    | Extérieur                                   |
| ------------------- | ------------------------------------------- | ------------------------------------------- | ------------------------------------------- | ------------------------------------------- | ------------------------------------------- | ------------------------------------------- | ------------------------------------------- |
| Boston              | 96-132                                      |                                             | 97-124                                      | 96-112                                      | Denver                                      | 99-110                                      | 109-119                                     |
| Brooklyn            | 121-113                                     |                                             | 115-122                                     | 92-129                                      | Minnesota                                   | 96-128                                      | 97-96                                       |
| New York            | 107-89                                      |                                             | 84-91                                       | 93-94                                       | Oklahoma City                               | 99-108                                      | 118-107                                     |
| Philadelphie        | 92-116                                      |                                             | 97-122                                      | 117-128                                     | Portland                                    | 105-112                                     | 97-106                                      |
| Toronto             | 108-123                                     |                                             | 102-115                                     | 102-113                                     | Utah                                        | 109-124                                     | 91-137                                      |
|                     | 2–3                                         | 2–3                                         | 0–10                                        | 0–10                                        |                                             | 0–5                                         | 2–3                                         |
| Division            | 2–13                                        | 2–13                                        | 2–13                                        | 2–13                                        | Division                                    | 2–8                                         | 2–8                                         |
| Division Centrale   | Division Centrale                           | Division Centrale                           | Division Centrale                           | Division Centrale                           | Division Pacifique                          | Division Pacifique                          | Division Pacifique                          |
| Équipe              | Domicile                                    | Domicile                                    | Extérieur                                   | Extérieur                                   | Équipe                                      | Domicile                                    | Extérieur                                   |
| Chicago             | 123-119                                     | 92-118                                      | 115-106                                     |                                             | Golden State                                | 124-120                                     | 105-111                                     |
| Cleveland           | 103-83                                      | 105-94                                      | 109-104                                     |                                             | L.A. Clippers                               | 90-116                                      | 103-96                                      |
| Detroit             | 105-96                                      | 93-105                                      | 119-112                                     |                                             | L.A. Lakers                                 | 103-114                                     | 93-96                                       |
| Indiana             | 106-111                                     | 112-131                                     | 118-120 (OT)                                |                                             | Phoenix                                     | 112-111                                     | 90-109                                      |
| Milwaukee           | 99-121                                      | 87-124                                      | 102-114                                     |                                             | Sacramento                                  | 107-121                                     | 123-112                                     |
|                     | 4–5                                         | 4–5                                         | 3–2                                         | 3–2                                         |                                             | 2–4                                         | 2–3                                         |
| Division            | 7–7                                         | 7–7                                         | 7–7                                         | 7–7                                         | Division                                    | 4–7                                         | 4–7                                         |
| Division Sud-Est    | Division Sud-Est                            | Division Sud-Est                            | Division Sud-Est                            | Division Sud-Est                            | Division Sud-Ouest                          | Division Sud-Ouest                          | Division Sud-Ouest                          |
| Équipe              | Domicile                                    | Domicile                                    | Extérieur                                   | Extérieur                                   | Équipe                                      | Domicile                                    | Extérieur                                   |
| Atlanta             | 112-115                                     |                                             | 96-112                                      | 93-116                                      | Dallas                                      | 124-130                                     | 98-112                                      |
| Charlotte           | 104-107                                     | 117-108                                     | 112-122                                     |                                             | Houston                                     | 110-114                                     | 90-132                                      |
| Miami               | 113-107                                     | 97-102                                      | 103-111                                     |                                             | Memphis                                     | 112-111                                     | 75-92                                       |
|                     |                                             |                                             |                                             |                                             | New Orleans                                 | 100-135                                     | 115-110 (OT)                                |
| Washington          | 116-131                                     |                                             | 130-120                                     | 120-113                                     | San Antonio                                 | 97-120                                      | 77-104                                      |
|                     | 2–4                                         | 2–4                                         | 2–4                                         | 2–4                                         |                                             | 1–4                                         | 1–4                                         |
| Division            | 4–8                                         | 4–8                                         | 4–8                                         | 4–8                                         | Division                                    | 2–8                                         | 2–8                                         |
| Conférence          | 13–29 (Domicile : 8–13; Extérieur : 5–16)   | 13–29 (Domicile : 8–13; Extérieur : 5–16)   | 13–29 (Domicile : 8–13; Extérieur : 5–16)   | 13–29 (Domicile : 8–13; Extérieur : 5–16)   | Conférence                                  | 8–22 (Domicile : 3–12; Extérieur : 5–10)    | 8–22 (Domicile : 3–12; Extérieur : 5–10)    |
| Total               | 21–51 (Domicile : 11–25; Extérieur : 10–26) | 21–51 (Domicile : 11–25; Extérieur : 10–26) | 21–51 (Domicile : 11–25; Extérieur : 10–26) | 21–51 (Domicile : 11–25; Extérieur : 10–26) | 21–51 (Domicile : 11–25; Extérieur : 10–26) | 21–51 (Domicile : 11–25; Extérieur : 10–26) | 21–51 (Domicile : 11–25; Extérieur : 10–26) |

## Classements
| Conférence Est | Conférence Est             | Conférence Est | Conférence Est | Conférence Est | Conférence Est | Conférence Est | Conférence Est |
| No             | Franchise                  | Vic.           | Déf.           | MJ             | V/D            | GB             |                |
| -------------- | -------------------------- | -------------- | -------------- | -------------- | -------------- | -------------- | -------------- |
| 1              | c - 76ers de Philadelphie* | 49             | 23             | 72             | .681           | –              |                |
| 2              | x - Nets de Brooklyn       | 48             | 24             | 72             | .667           | 1              |                |
| 3              | y - Bucks de Milwaukee*    | 46             | 26             | 72             | .639           | 3              |                |
| 4              | x - Knicks de New York     | 41             | 31             | 72             | .569           | 8              |                |
| 5              | y - Hawks d'Atlanta*       | 41             | 31             | 72             | .569           | 8              |                |
| 6              | x - Heat de Miami          | 40             | 32             | 72             | .556           | 9              |                |
|                |                            |                |                |                |                |                |                |
| 7              | x - Celtics de Boston      | 36             | 36             | 72             | .500           | 13             |                |
| 8              | x - Wizards de Washington  | 34             | 38             | 72             | .472           | 15             |                |
| 9              | o - Pacers de l'Indiana    | 34             | 38             | 72             | .472           | 15             |                |
| 10             | o - Hornets de Charlotte   | 33             | 39             | 72             | .458           | 16             |                |
|                |                            |                |                |                |                |                |                |
| 11             | o - Bulls de Chicago       | 31             | 41             | 72             | .431           | 18             |                |
| 12             | o - Raptors de Toronto     | 27             | 45             | 72             | .375           | 22             |                |
| 13             | o - Cavaliers de Cleveland | 22             | 50             | 72             | .306           | 27             |                |
| 14             | o - Magic d'Orlando        | 21             | 51             | 72             | .292           | 28             |                |
| 15             | o - Pistons de Détroit     | 20             | 52             | 72             | .278           | 29             |                |

| Division Sud-Est          | V  | D  | MJ | V/D  | GB | Dom   | Ext   | Div |
| ------------------------- | -- | -- | -- | ---- | -- | ----- | ----- | --- |
| y - Hawks d'Atlanta       | 41 | 31 | 72 | .569 | –  | 25–11 | 16–20 | 9–3 |
| x - Heat de Miami         | 40 | 32 | 72 | .556 | 1  | 21–15 | 19–17 | 6–6 |
| x - Wizards de Washington | 34 | 38 | 72 | .472 | 7  | 19–17 | 15–21 | 3–9 |
| o - Hornets de Charlotte  | 33 | 39 | 72 | .458 | 8  | 18–18 | 15–21 | 8–4 |
| o - Magic d'Orlando       | 21 | 51 | 72 | .292 | 20 | 11–25 | 10–26 | 4–8 |

## Effectif

### Effectif actuel
| Magic d'Orlando Effectif en fin de saison régulière            |    |                        |                          |                      |
| Entraîneur : Steve Clifford                                    |    |                        |                          |                      |
| Meneur                                                         | 50 | Drapeau des États-Unis | Cole Anthony (R)         | North Carolina       |
| Arrière / Ailier                                               | 8  | Drapeau des États-Unis | Dwayne Bacon             | Florida State        |
| Pivot                                                          | 5  | Drapeau des États-Unis | Mohamed Bamba            | Texas                |
| Ailier                                                         | 17 | /                      | Iggy Brazdeikis          | Michigan             |
| Meneur / Arrière                                               | 7  | Drapeau des États-Unis | Michael Carter-Williams  | Syracuse             |
| Pivot                                                          | 34 | Drapeau des États-Unis | Wendell Carter Jr.       | Duke                 |
| Ailier                                                         | 11 | Drapeau des États-Unis | James Ennis III          | Long Beach State     |
| Meneur                                                         | 20 | Drapeau des États-Unis | Markelle Fultz           | Washington           |
| Ailier fort / Pivot                                            | 45 | Drapeau des États-Unis | Donta Hall               | Alabama              |
| Meneur / Arrière                                               | 13 | Drapeau des États-Unis | R. J. Hampton (R)        | New Zealand Breakers |
| Arrière                                                        | 14 | Drapeau des États-Unis | Gary Harris              | Michigan State       |
| Ailier fort                                                    | 1  | Drapeau des États-Unis | Jonathan Isaac           | Florida State        |
| Ailier / Ailier fort                                           | 3  | Drapeau des États-Unis | Chuma Okeke (R)          | Auburn               |
| Ailier                                                         | 22 | Drapeau des États-Unis | Otto Porter              | Georgetown           |
| Meneur                                                         | 25 | Drapeau des États-Unis | Chasson Randle (TW)      | Stanford             |
| Arrière / Ailier                                               | 31 | Drapeau des États-Unis | Terrence Ross            | Washington           |
| Arrière / Ailier                                               | 12 | Drapeau des États-Unis | Sindarius Thornwell (TW) | South Carolina       |
| Pivot                                                          | 21 | Drapeau de l'Allemagne | Moritz Wagner            | Michigan             |
| (C) - Capitaine, (R) - Rookie, (TW) - Two-way contract, Blessé |    |                        |                          |                      |

## Récompenses durant la saison
| Date       | Joueur         | Récompense                             |
| ---------- | -------------- | -------------------------------------- |
| 23 février | Nikola Vučević | ☆ All-Star 2021 ☆                      |
| Mai        | R. J. Hampton  | Rookie du mois dans la Conférence Est. |

## Transactions

### Extension de contrat
| Date       | Joueur         | Extension                                                                       |
| ---------- | -------------- | ------------------------------------------------------------------------------- |
| 21/12/2020 | Markelle Fultz | Extension de contrat de 50 000 000 $ sur 3 ans à partir de la saison 2021-2022. |
| 21/12/2020 | Jonathan Isaac | Extension de contrat de 80 000 000 $ sur 4 ans à partir de la saison 2021-2022. |

### Joueurs qui re-signent
| Date       | Joueur                  | Contrat                           |
| ---------- | ----------------------- | --------------------------------- |
| 23/11/2020 | Gary Clark              | Contrat de 4 100 000 $ sur 2 ans. |
| 24/11/2020 | Michael Carter-Williams | Contrat de 6 000 000 $ sur 2 ans. |
| 25/11/2020 | James Ennis III         | Contrat de 3 300 000 $ sur 1 an.  |

### Options dans les contrats
| Date       | Joueur          | Option                                                                                 |
| ---------- | --------------- | -------------------------------------------------------------------------------------- |
| 15/11/2020 | Evan Fournier   | Evan Fournier active son option joueur de 17 150 000 $ pour la saison 2020-2021.       |
| 17/11/2020 | James Ennis III | James Ennis III décline son option joueur de 2 130 023 $ pour la saison 2020-2021.     |
| 19/11/2020 | Melvin Frazier  | Orlando refuse de prolonger la "Qualifying Offer". Melvin Frazier devient agent libre. |
| 19/11/2020 | Wes Iwundu      | Orlando refuse de prolonger la "Qualifying Offer". Wes Iwundu devient agent libre.     |
| 16/12/2020 | Mohamed Bamba   | Orlando active son option d'équipe de 7 568 743 $ pour la saison 2021-2022.            |

### Échanges
| Novembre    | Novembre | Novembre                                                      | Novembre |
| ----------- | --- | ------------------------------------------------------------- | -------- |
| 18 novembre | Vers le Magic d'Orlando - Second tour de draft 2022 (protégé) - Second tour de draft 2026                            | Vers les Bucks de Milwaukee - Second tour de draft 2020 (#45) | [ 16 ]   |
| Mars        | |                                                               |          |
| 25 mars     | Vers le Magic d'Orlando - Wendell Carter Jr. - Otto Porter - Premier tour de draft 2021 - Premier tour de draft 2023 | Vers les Bulls de Chicago - Al-Farouq Aminu - Nikola Vučević  | [ 17 ]   |
| 25 mars     | Vers le Magic d'Orlando - Jeff Teague - Deux futurs second tour de draft                                             | Vers les Celtics de Boston - Evan Fournier                    | [ 18 ]   |
| 25 mars     | Vers le Magic d'Orlando - R. J. Hampton - Gary Harris - Premier tour de draft 2025                                   | Vers les Nuggets de Denver - Aaron Gordon - Gary Clark        | [ 19 ]   |

### Arrivées

#### Draft
| Date       | Joueur                 | Provenance                              |
| ---------- | ---------------------- | --------------------------------------- |
| 16/11/2020 | Chuma Okeke (2019 #16) | Magic de Lakeland (G League)            |
| 21/11/2020 | Cole Anthony (#15)     | Tar Heels de la Caroline du Nord (NCAA) |

#### Agents libres
|  | Joueur ayant signé un contrat non-garanti, pour intégrer le camp d'entraînement de l'équipe. |

| Date       | Joueur           | Provenance                            | Contrat                                          |
| ---------- | ---------------- | ------------------------------------- | ------------------------------------------------ |
| 24/11/2020 | Dwayne Bacon     | Hornets de Charlotte                  | Contrat de 3 502 857 $ sur 2 ans.                |
| 27/11/2020 | Devin Cannady    | Nets de Long Island (NBA G-League)    | Contrat non-garanti de 898 310 $ sur 1 an.       |
| 27/11/2020 | Robert Franks    | Kings de Stockton (NBA G-League)      | Contrat non-garanti de 1 445 697 $ sur 1 an.     |
| 27/11/2020 | Jon Teske        | Wolverines du Michigan (NCAA)         | Contrat non-garanti de 898 310 $ sur 1 an.       |
| 19/12/2020 | Jeff Dowtin      | Rams du Rhode Island (NCAA)           | Contrat non-garanti de 898 310 $ sur 1 an.       |
| 27/04/2021 | Moritz Wagner    | Celtics de Boston                     | Contrat de 221 995 $ sur 1 an.                   |
| 09/05/2021 | Donta Hall       | Magic d'Orlando                       | Contrat de 79 216 $ jusqu'à la fin de la saison. |
| 12/05/2021 | Ignas Brazdeikis | Magic d'Orlando (contrat de 10 jours) | Contrat de 49 510 $ jusqu'à la fin de la saison. |

#### Contrats de 10 jours
| Date       | Joueur           | Provenance                       |
| ---------- | ---------------- | -------------------------------- |
| 06/04/2021 | Devin Cannady    | Magic de Lakeland (NBA G-League) |
| 12/04/2021 | Robert Franks    | Magic de Lakeland (NBA G-League) |
| 13/04/2021 | Donta Hall       | Raptors de Toronto               |
| 22/04/2021 | Robert Franks    | Second contrat de 10 jours       |
| 23/04/2021 | Donta Hall       | Second contrat de 10 jours       |
| 02/05/2021 | Ignas Brazdeikis | 76ers de Philadelphie            |

#### Two-way contracts
| Date       | Joueur              | Provenance                      |
| ---------- | ------------------- | ------------------------------- |
| 27/11/2020 | Jordan Bone         | Pistons de Détroit              |
| 27/11/2020 | Karim Mané          | Vanier College                  |
| 03/02/2021 | Frank Mason         | 76ers de Philadelphie           |
| 15/02/2021 | Chasson Randle      | Blue d'Oklahoma City (G League) |
| 16/04/2021 | Devin Cannady       | Magic d'Orlando                 |
| 04/05/2021 | Sindarius Thornwell | Pelicans de La Nouvelle-Orléans |

### Départs

#### Agents libres
| Date       | Joueur                    | Nouvelle équipe ¹       |
| ---------- | ------------------------- | ----------------------- |
| 28/11/2020 | D. J. Augustin            | Bucks de Milwaukee      |
| 01/12/2020 | Wes Iwundu (Restreint)    | Mavericks de Dallas     |
| 04/12/2020 | Melvin Frazier            | Thunder d'Oklahoma City |
| 04/12/2020 | Amile Jefferson           | Celtics de Boston       |
| 04/12/2020 | B. J. Johnson (Restreint) | Heat de Miami           |
| 04/12/2020 | Vic Law (Restreint)       | Brisbane Bullets        |

#### Joueurs coupés
|  | Joueurs non conservés après les camps d'entraînements de l'équipe. |

| Date       | Joueur        |
| ---------- | ------------- |
| 19/12/2020 | Devin Cannady |
| 19/12/2020 | Jeff Dowtin   |
| 19/12/2020 | Robert Franks |
| 19/12/2020 | Jon Teske     |
| 03/02/2021 | Jordan Bone   |
| 15/02/2021 | Frank Mason   |
| 27/03/2021 | Jeff Teague   |
| 08/04/2021 | Khem Birch    |
| 13/04/2021 | Devin Cannady |
| 13/04/2021 | Karim Mané    |
| 27/04/2021 | Robert Franks |
| 02/05/2021 | Donta Hall    |
| 04/05/2021 | Devin Cannady |